# دانيال فرنانديز (لاعب كرة قدم)
دانيال فرنانديز (بالإسبانية: Daniel Fernández)‏ هو لاعب كرة قدم أرجنتيني، ولد في 23 فبراير 1978. لعب مع دينامو تيرانا.

## وصلات خارجية
- دانيال فرنانديز (لاعب كرة قدم) على موقع قاعدة بيانات كرة القدم.إي يو (الإنجليزية)
- دانيال فرنانديز (لاعب كرة قدم) على موقع Soccerway.com (الإنجليزية)